# Premi Ariel a la millor fotografia
El Premi Ariel a millor fotografia és una de les categories dels Premis Ariel que cada any lliura l'Acadèmia Mexicana d'Arts i Ciències Cinematogràfiques per a reconèixer el treball del (la) Millor Fotògraf(a).

## Guardonats per any
| Any  | Guanyador(a)                     | Pel·lícula                               |
| ---- | -------------------------------- | ---------------------------------------- |
| 2019 | Damián García                    | Ya no estoy aquí                         |
| 2018 | Alfonso Cuarón                   | Roma                                     |
| 2017 | Tonatiuh Martínez                | Sueño en otro idioma                     |
| 2016 | Ernesto Pardo                    | Tempestad                                |
| 2015 | Carolina Costa                   | Las elegidas                             |
| 2014 | Damián García                    | Güeros                                   |
| 2013 | María José Secco                 | La jaula de oro                          |
| 2012 | Carlos Hidalgo                   | El fantástico mundo de Juan Orol         |
| 2011 | Luis David Sansans Arnanz        | Días de gracia                           |
| 2010 | Rodrigo Prieto                   | Biutiful                                 |
| 2009 | Everardo González i Martín Boege | Backyard: El traspatio                   |
| 2008 | Serguei Saldívar Tanaka          | Desierto adentro                         |
| 2007 | Alexis Zabé                      | Luz silenciosa                           |
| 2006 | Guillermo Navarro                | El laberinto del fauno                   |
| 2005 | Serguei Saldívar Tanaka          | Mezcal                                   |
| 2004 | Alexis Zabé                      | Temporada de patos                       |
| 2003 | Guillermo Granillo               | Volverás                                 |
| 2002 | Guillermo Granillo               | Aro Tolbukhin, dins la ment de l'assassí |
| 2001 | Serguei Saldívar Tanaka          | Sin dejar huella                         |
| 2000 | Rodrigo Prieto                   | Amores perros                            |
| 1999 | Federico Barbabosa               | Del olvido al no me acuerdo              |
| 1998 | Rodrigo Prieto                   | Un embrujo                               |
| 1997 | Serguei Saldívar Tanaka          | Libre de culpas                          |
| 1996 | Guillermo Granillo               | Profundo carmesí                         |
| 1995 | Rodrigo Prieto                   | Sobrenatural                             |
| 1994 | Chuy Chávez                      | Bienvenido-Welcome                       |
| 1993 | Emmanuel Lubezki                 | Ámbar                                    |
| 1992 | Emmanuel Lubezki                 | Miroslava                                |
| 1991 | Emmanuel Lubezki                 | Como agua para chocolate                 |
| 1990 | Henner Hofmann                   | La leyenda de una máscara                |
| 1989 | Arturo de la Rosa                | Goitia, un dios para sí mismo            |
| 1988 | Ángel Goded                      | Mentiras piadosas                        |
| 1987 | Arturo de la Rosa                | Ulama, el juego de la vida y la muerte   |
| 1986 | Arturo de la Rosa                | Crónica de familia                       |
| 1985 | Guadalupe García                 | Veneno para las hadas                    |
| 1984 | Ángel Goded                      | Frida                                    |
| 1983 | Toni Kuhn                        | El diablo y la dama                      |
| 1982 | Toni Kuhn                        | Uno entre muchos                         |
| 1981 | Toni Kuhn                        | Ora sí ¡tenemos que ganar!               |
| 1980 | Daniel López                     | Las grandes aguas                        |
| 1979 | Ángel Bilbatúa                   | Perro Callejero                          |
| 1978 | Jorge Stahl Jr.                  | Pedro Páramo, el hombre de la media luna |
| 1977 | Gabriel Figueroa                 | Divinas palabras                         |
| 1976 | Alex Phillips Jr.                | Foxtrot                                  |
| 1975 | Jorge Stahl Jr.                  | Actas de Marusia                         |
| 1974 | Daniel López                     | La Choca                                 |
| 1973 | Jorge Stahl Jr.                  | Calzonzín Inspector                      |
| 1972 | Gabriel Figueroa                 | María                                    |
| 1971 | Rafael Corkidi                   | El Topo                                  |
| 1957 | Raúl Martínez Solares            | Yambaó                                   |
| 1956 | Rosalío Solano                   | Talpa                                    |
| 1955 | Agustín Jiménez                  | Ensayo de un crimen                      |
| 1954 | Alex Phillips                    | Sombra verde                             |
| 1953 | Gabriel Figueroa                 | El niño y la niebla                      |
| 1952 | Gabriel Figueroa                 | El rebozo de Soledad                     |
| 1951 | Alex Phillips                    | En la palma de tu mano                   |
| 1950 | Gabriel Figueroa                 | Los olvidados                            |
| 1949 | Gabriel Figueroa                 | Pueblerina                               |
| 1948 | Gabriel Figueroa                 | Río Escondido                            |
| 1947 | Gabriel Figueroa                 | La Perla                                 |
| 1946 | Víctor Herrera                   | La Barraca                               |